# Recea (okręg Aluta)
Recea – wieś w Rumunii, w okręgu Aluta, w gminie Valea Mare. W 2011 roku liczyła 316 mieszkańców. 